# Pecunia non olet
Non olet, o pecunia non olet és una locució llatina que literalment significa "els doblers no fan olor", atribuïda a l'emperador romà Vespasià (69–79). Habitualment s'usa per donar a entendre que el valor del diner no té res a veure amb la seva procedència.

## Història

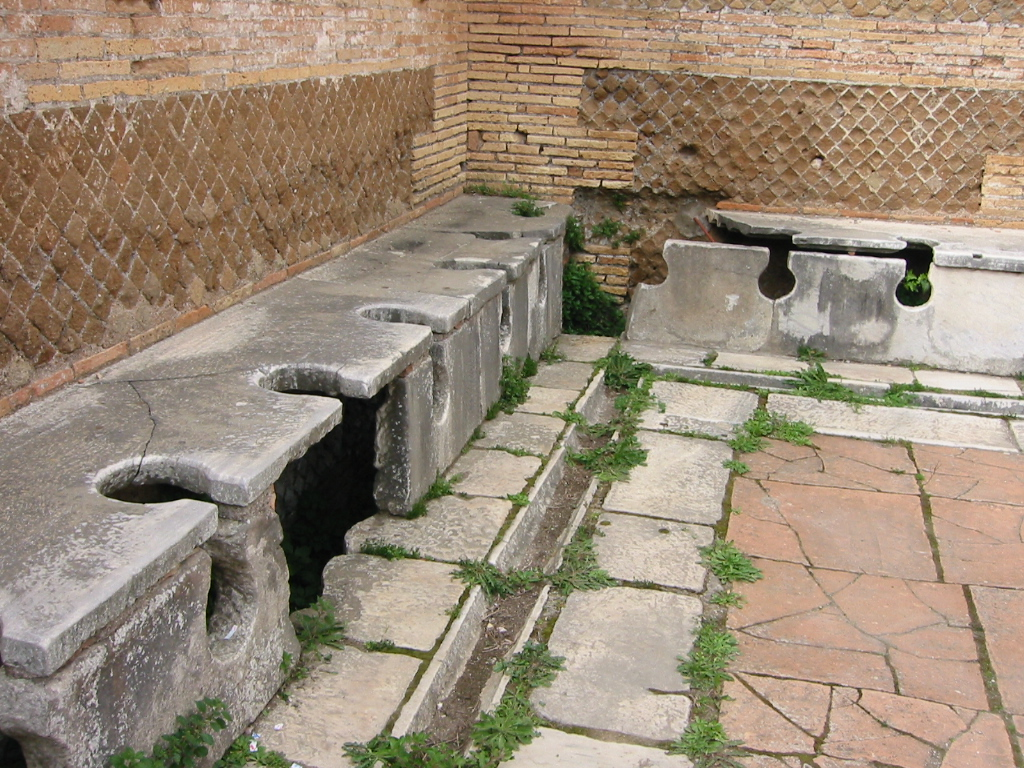
Latrines públiques d' Ostia Antica.

En l'antiga Roma, era habitual que l'orina recollida en les latrines públiques s'aprofités amb finalitats industrials. L'orina era molt apreciada pels adobadors de pells, que la usaven per adobar els cuirs, així com pels bugaders, que pel seu contingut en amoníac l'empraven per netejar i blanquejar les togues de llana.
L'emperador Vespasià (69–79 d.C) va decidir imposar una taxa a l'orina que diàriament s'abocava en les latrines de Roma, i que era recollida en la Claveguera Màxima, la xarxa pública de clavegueram. A partir de llavors, els artesans que la necessitessin en els seus negocis havien de pagar el nou impost pel seu ús. Segons recull De vita Caesarum VIII, 23, 3 de Suetoni (70-126 dC), represa per Cassi Dió (155-229 dC) a la seva Storia LXV, 14, 5, (9-79), conta que Tit, fill de l'emperador romà Vespasià, va retreure al seu pare el cobrament d'un impost per l'ús de les latrines públiques. Vespasià li va apropar al nas els doblers de la primera recaptació i li va demanar si el molestava l'olor (sciscitans num odore offenderetur). Tit va contestar "non olet", i l'emperador va concloure: "i això no obstant, és producte de l'orina" (Atqui ex Lotio est).
En l'actualitat, la frase Pecunia senar olet s'utilitza per assenyalar amb cinisme que els diners val el que val, independentment de la noblesa o vilesa del seu origen. En alemany se segueix emprant aquesta frase clàssica, traduïda com Geld stinkt nicht. Existeix la màxima catalana equivalent "els doblers sempre són honrats".
Arran de tot això, el nom de Vespasià s'associa encara avui als urinaris públics a França (vespasiennes), Itàlia (Vespasiani) i Romania (vespasiene).